# 阿剌知院
阿剌（？—1456年），又作阿剌平章、阿拉克丞相、阿拉克忒睦尔丞相，明朝又译为哈剌，15世纪蒙古瓦剌贵族，任知院，掌管瓦剌右翼诸部鄂托克。
他出身于巴图尔巴噶尔鄂托克（巴噶图特部，时由布里亚特和巴爾虎等部组成），故《明实录》称之为「卜里牙爱马王」（Buriyad ayimaγ-un ong）。1449年，他和也先率军攻打明朝宣府、赤城，后来力主和明朝议和。他的驻牧地点在今多伦县、克什克腾旗一带。1453年，也先称汗后，他向也先请求太师的职位，没有获得同意。于是心怀怨恨，他的两个儿子也被也先毒死。1454年，举兵三万击败也先，也先兵败被杀。然后他和东蒙古孛来交兵，战败。1456年，被部下所杀。